# Microplitis figueresi
Microplitis figueresi är en stekelart som beskrevs av Walker 2003. Microplitis figueresi ingår i släktet Microplitis och familjen bracksteklar. Inga underarter finns listade i Catalogue of Life.